# Kraft Schepke
Kraft Schepke (3. března 1934 Königsberg – 12. listopadu 2023 Kiel) byl německý veslař. Na Letních olympijských hrách 1960 v Římě získal zlatou medaili v závodě osmiveslic. Členem posádky vítězné osmiveslice byl i jeho mladší bratr Frank Schepke. Reprezentoval zde tým sjednoceného Německa.
Zemřel v Kielu v roce 2023 ve věku 89 let.